# نظرية إحصائية
تُوفر النظرية الإحصائية أو نظرية الإحصاء أساسًا لمجموعة كاملة من التقنيات، سواءً في تصميم الدراسة أو تحليل البيانات، المُستخدمة في تطبيقات الإحصاء. وتغطي النظرية مناهج حل مشكلات اتخاذ القرار الإحصائي والاستدلال الإحصائي، بالإضافة إلى الإجراءات والاستنتاجات التي تُلبي المبادئ الأساسية المُحددة لهذه المناهج المختلفة. في كل منهج، تُقدم النظرية الإحصائية طرقًا لمقارنة الإجراءات الإحصائية؛ إذ يُمكنها إيجاد أفضل إجراء مُمكن في سياق مُعين لمشكلات إحصائية مُعينة، أو يُمكنها تقديم إرشادات بشأن الاختيار بين الإجراءات البديلة.
بصرف النظر عن الاعتبارات الفلسفية حول كيفية إجراء الاستدلالات واتخاذ القرارات الإحصائية، فإن جزءًا كبيرًا من النظرية الإحصائية يتكون من الإحصاءات الرياضية، ويرتبط ارتباطًا وثيقًا بنظرية الاحتمالات، ونظرية المنفعة، والاستمثال.